# Агеев, Александр Леонидович
Алекса́ндр Леони́дович Аге́ев (5 августа 1956, Иваново — 15 июля 2008, Москва) — советский и российский филолог-литературовед, литературный критик, публицист.

## Биография
Александр Агеев родился в Иванове в семье экономистов. Его младший брат Алексей погиб в 1983 году.
Учился в Ивановском энергетическом институте, но не окончил его.
В 1980 году окончил филологический факультет Ивановского государственного университета, в 1985 — окончил аспирантуру и защитил кандидатскую диссертацию. Работал редактором (1980—1982), преподавателем на кафедре советской литературы Ивановского университета (1981—1992).
Начал публиковаться как поэт с 1974 года — в ивановской газете «Ленинец» (1974—1983), в сборниках «Встреча» (Ярославль, 1982) и «Антология поэзии» (серия «Библиотека ивановских писателей», выпуск 6, 2006), выпустил авторскую книгу стихов «Первое слово» (Ярославль, 1979). Составитель, автор предисловия и комментария к книге «Дм. Семеновский и поэты его круга» (Л., «Советский писатель», 1989) в серии «Библиотека поэта», в соавторстве с П. В. Куприяновским.
Первая публикация в качестве критика состоялась в 1976 году в газете «Ленинец».
В октябре 1988 года Агеев принимал участие в совещании молодых критиков в Дубулты, в семинаре под руководством Сергея Чупринина. По приглашению Чупринина в 1991 году переехал в Москву. В течение десяти лет, с 1991 года по 2001 год заведовал отделом публицистики в журнале «Знамя».
Как литературный критик и публицист публиковался в газетах «Литературная газета», «Первое сентября», «Новая газета», «Независимая газета», «Общая газета», «Известия», «Время МН», в журналах «Знамя», «Волга», «Литературное обозрение», «Новое литературное обозрение», «Неприкосновенный запас», «Синтаксис», «Новый мир», «Октябрь», «Нева», «Столица», «Общественные науки и современность», «Профиль», «Карьера» и других. Кроме того, вёл авторскую рубрику «Голод» в сетевом «Русском журнале» (2000—2004).
В 2001 году вышел сборник статей «Газета, глянец, интернет. Литератор в трёх средах» (М., «Новое литературное обозрение»). В марте 2000 года начал составление библиографического справочника «Русские „толстые“ журналы. 1985—1999. Писатели, критики, публицисты, переводчики в центральной литературной периодике».
Печатался также под псевдонимами: Евгений Киреевский («Знамя», 1993, № 1), А. Александров, Р. Фэн (еженедельник «Среда»).
Был членом Союза писателей СССР (1991), состоял в числе учредителей Академии русской современной словесности (с 1997 года). Лауреат премии «Литературного обозрения» (1989, 1990), фонда «Знамя» (1999).
Александр Агеев умер 15 июля 2008 года.
Посмертно в журнале «Новое литературное обозрение» опубликованы записные книжки.
В 2011 году посмертно вышел сборник избранных статей и рецензий «Конспект о кризисе» (М., «Арт хаус медиа»).
В 2016 году, к 60-летию Александра Агеева, в Иванове вышла книга «Активист партии здравого смысла…»*, составленная из мемуарных очерков коллег, друзей и читателей, из публикаций, появившихся в различных изданиях и в Интернете как отклик на его смерть в 2008 году, и отзывов о выходе посмертных сборников.
- «Активист партии здравого смысла…» Воспоминания об Александре Агееве [сборник] / отв. ред. О. В. Епишева; сост. и примеч. С.   А.  Агеева и А. Ю. Романова. — Иваново : Издатель Ольга Епишева, 2016. — 300 с. — ISBN 978-5-904004-63-7

## Личная жизнь и убеждения
С 10 февраля 1976 года до своей смерти Агеев был женат на Людмиле Александровне Гагиной, в 1977 году у них родился сын Сергей, в 2008 году родилась внучка Елизавета.
Много лет Агеев страдал от алкогольной зависимости, о чём рассказал сам в одном из выпусков «Голода».
По убеждениям был либералом, рационалистом и агностиком. Отрицательно относился к идеям особого, «третьего» пути России.

## Отзывы об Агееве
Критик Михаил Эдельштейн (выпускник Ивановского университета): «Моя молодость прошла в атмосфере культа личности. Личностью был Александр Леонидович Агеев».
Критик Андрей Немзер: «Агеев был самым ярким критиком своего (нашего) поколения».
Прозаик и драматург Леонид Зорин: «Узнал я, что Саши больше нет, и вдруг мне расхотелось писать. В последние годы, когда я трудился, мне помогала в работе мысль: когда я закончу, когда допишу, это прочтёт Александр Леонидович».